# Rupert Guinness, 2. Earl of Iveagh

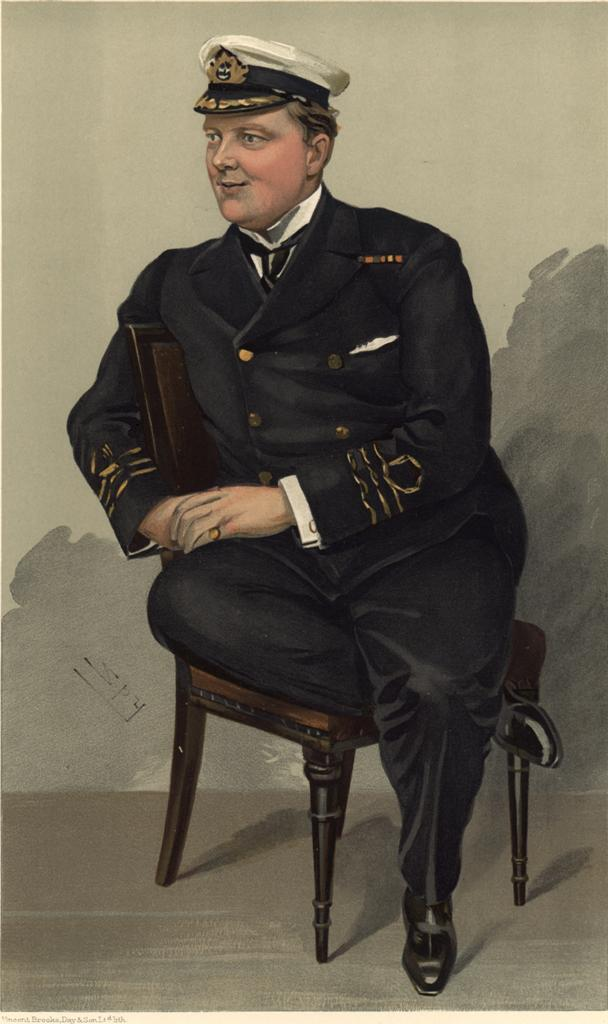
Rupert Guinness, 2. Earl of Iveagh, 1905

Rupert Edward Cecil Lee Guinness, 2. Earl of Iveagh KG CB CMG ADC FRS, (* 29. März 1874 in London; † 14. September 1967 in Woking, Surrey) war ein englisch-irischer Geschäftsmann, Politiker und Philanthrop.

## Leben und Wirken
Rupert Guinness war der älteste Sohn von Edward Guinness, 1. Earl of Iveagh (1847–1927), und Adelaide Maria Guinness († 1916). Als Heir apparent seines Vaters führte er ab 1919 den Höflichkeitstitel Viscount Elveden. Guinness besuchte das Eton College und studierte am Trinity College in Cambridge. 1895 und 1896 gewann er bei der Henley Royal Regatta die Diamond Sculls. 
1894 trat er als Second Lieutenant des 1st London Rifle Volunteer Corps in die British Army ein. 1896 wurde er zum Lieutenant und 1900 zum Captain befördert. Während des Zweiten Burenkriegs diente er ab 1900 beim Irish Hospital Corps war dazu vom Dienst beim 1st London Rifle Volunteer Corps freigestellt. Für seine dortigen Verdienste wurde er 1901 als Companion des Order of St Michael and St George ausgezeichnet. 1903 wurde er erneut freigestellt und diente stattdessen als kommandierender Lieutenant zur London Division der Royal Naval Volunteer Reserve. 1904 wurde er dort zum Commander befördert. 1905 schied er formell aus dem 1st London Rifle Volunteer Corps aus. Bei der Royal Naval Volunteer Reserve diente er noch bis 1920, zuletzt im Rang eines Captain.
Für die Conservative Party war er von 1904 bis 1910 Mitglied des London County Council und von 1908 bis 1910 und 1912 bis 1927 saß er im House of Commons. Er war von 1908 bis 1910 Abgeordneter für den Wahlkreis Haggerston, 1912 bis 1918 für den Wahlkreis South East Essex und 1918 bis 1927 für den Wahlkreis Southend.
Beim Tod seines Vaters 1927 erbte Guinness dessen Adelstitel als 2. Earl of Iveagh. Er wurde dadurch Mitglied des House of Lords und schied aus dem House of Commons aus. Gleichzeitig übernahm er den Vorstandsvorsitz in der von der Familie Guinness kontrollierten Guinness-Brauerei, den er 35 Jahre führte. In dieser Zeit wurde auch die Idee des Guinness-Buch der Rekorde entwickelt und umgesetzt. Seine besonderen Interessenschwerpunkte lagen aber in den Bereichen Landwirtschaft und angewandte Naturwissenschaften. 1927 wurde er Kanzler der Universität Dublin, dieses Amt hatte er bis 1963 inne. 
1955 wurde Guinness als Knight Companion in den Hosenbandorden aufgenommen und 1964 als Fellow in die Royal Society gewählt.
Der Earl starb 1967 in Woking, Surrey. Da sein Sohn Arthur im Zweiten Weltkrieg gefallen war, erbte dessen Sohn Arthur Guinness seine Adelstitel.

## Familie
Rupert Guinness war seit dem 8. Oktober 1903 mit Lady Gwendolen Florence Mary Onslow, der Tochter von William Onslow, 4. Earl of Onslow, verheiratet, die in direkter Nachfolge ihres Mannes im Wahlkreis Southend in das House of Commons gewählt wurde. Aus der Ehe gingen fünf Kinder hervor:
- Richard Guinness (1906–1906);
- Lady Honor Dorothy Mary Guinness (1909–1976), ⚭ (1) 1933–1945 Sir Henry Channon, ⚭ (2) 1946 Frantisek Václav Svejdar;
- Arthur Onslow Edward Guinness, Viscount Elveden (1912–1945), Major der Royal Artillery, 1936 Lady Elizabeth Cecilia Hare, Tochter des Richard Hare, 4. Earl of Listowel;
- Lady Patricia Florence Susan Guinness (1918–2001) ⚭ 1938 Alan Lennox-Boyd, 1. Viscount Boyd of Merton;
- Lady Brigid Katherine Rachel Guinness (1920–1995), ⚭ 1945 Prinz Friedrich von Preußen (1911–1966), Enkel von Kaiser Wilhelm II.